# Liste des comarques de Castille-et-León
Les comarques de Castille-et-León (Espagne) sont listées ci-dessous, classées par ordre alphabétique selon les neuf provinces de la communauté autonome, elles-mêmes classées par ordre alphabétique : province d'Ávila, province de Burgos, province de León, province de Palencia, province de Salamanque, province de Ségovie, province de Soria, province de Valladolid, province de Zamora.

## Comarques de la province de Ávila
- Ávila
- La Moraña
- Sierra de Ávila
- Tierra de Pinares
- Valle de Amblés, qui inclut Parameras de Ávila
- Valle del Alberche
- Valle del Corneja
- Valle del Tiétar
- Valle del Tormes, encore appelée El Barco de Ávila-Piedrahíta

## Comarques de la province de Burgos
- Arlanza
- Burgos (Alfoz)
- Ebro
- La Bureba
- Las Merindades
- Montes de Oca
- Odra-Pisuerga
- Páramos
- Ribera del Duero
- Sierra de la Demanda

## Comarques de la province de León
- Alfoz de León
- Babia
- La Cabrera
- Curueño
- El Bierzo
- El Páramo
- Laciana
- La Cepeda (León)
- La Sobarriba
- La Tercia del Camino
- La Valdería
- La Valduerna
- Los Argüellos
- Luna
- Maragatería
- Omaña
- Ordás
- Ribera del Órbigo
- Somiedo
- Tierra de Campos
- Tierra de la Bañeza (León)
- Tierra de la Reina
- Vega del Esla encore appelée Esla-Campos ?

## Comarques de la province de Palencia

Comarques administratives de la province de Palencia.

- Alto Carrión
- Brezo
- Campoo
- Carrión
- El Cerrato palentino
- Montaña Palentina
- La Ojeda
- Tierra de Campos
- Vega-Valdavia

## Comarques de la province de Salamanque
- Comarque de Vitigudino (El Abadengo, Las Arribes, Tierra de Vitigudino et La Ramajería)
- Comarque de Ciudad Rodrigo (La Socampana, Campo de Argañán, Campo del Yeltes, Campo de Agadones, Campo de Robledo et El Rebollar)
- La Armuña
- Las Villas
- Tierra de Peñaranda et Las Guareñas
- Tierra de Ledesma
- Comarque de Guijuelo (Entresierras, Salvatierra et Alto Tormes)
- Tierra de Alba
- Sierra de Béjar
- Sierra de Francia
- Campo de Salamanca

## Comarques de la province de Ségovie
- Ayllón
- Carbonero el Mayor
- Comunidad de Ciudad y Tierra de Segovia
- Comunidad de Villa y Tierra de Cuéllar
- Comunidad de Villa y Tierra de Pedraza
- Comunidad de Villa y Tierra de Sepúlveda
- Espinar
- Santa María la Real de Nieva
- Segovia y su Alfoz
- Tierra de Pinares

## Comarques de la province de Soria
- Campo de Gómara
- Comarca de Almazán
- Comarca de Pinares
- Comarca de Soria
- Tierra de Ágreda
- Tierra de Medinaceli
- Tierras Altas (Soria)
- Tierras del Burgo

## Comarques de la province de Valladolid
- Campiña del Pisuerga
- Campo de Peñafiel
- Páramos del Esgueva
- Tierra de Campos
- Tierra de Medina
- Tierra de Pinares
- Tierra del Vino

## Comarques de la province de Zamora
- Alfoz de Toro
- Aliste
- Benavente y Los Valles
- La Carballeda
- La Guareña
- Sanabria
- Sayago
- Tierra de Alba
- Tierra de Campos
- Tierra de Tábara
- Tierra del Pan
- Tierra del Vino

## Sources et références
- (es) Cet article est partiellement ou en totalité issu de l’article de Wikipédia en espagnol intitulé « Anexo:Comarcas de Castilla y León » (voir la liste des auteurs).